# Kapkörbchen
Die Kapkörbchen (Osteospermum), auch Kapmargeriten oder Paternosterstrauch genannt, sind eine Pflanzengattung in der Familie der Korbblütler (Asteraceae).
Ebenfalls als Kapkörbchen bezeichnet werden die Arten der verwandten Gattung der Kapringelblumen (Dimorphotheca).

## Beschreibung
Die Gattung besteht aus einjährigen und ausdauernden krautigen Pflanzen sowie immergrünen Halbsträuchern, die Wuchshöhen zwischen 12 und 50 cm erreichen und kriechend bis aufrecht wachsen. Die meist wechselständig oder gegenständig stehenden Laubblätter sind einfach oder gefiedert. Der Blattrand ist glatt oder gelappt.
Einzeln oder in lockeren, doldigen, doldentraubigen oder rispigen Gesamtblütenständen stehen körbchenförmige Blütenstände. Die kreisrunden Blütenkörbchen enthalten Zungen- und Röhrenblüten. Es sind ein bis fünf Reihen Hüllblätter vorhanden. Die weiblichen, zygomorphen Zungenblüten (auch Strahlenblüten genannt) sind meist gelb oder orangegelb, gelegentlich auch weiß, rosa oder violett. Die männlichen, radiärsymmetrischen Röhrenblüten (auch Scheibenblüten genannt) sind gelb, weiß oder violett. Die Achänen sind geflügelt, ein Pappus fehlt.

## Systematik und Verbreitung

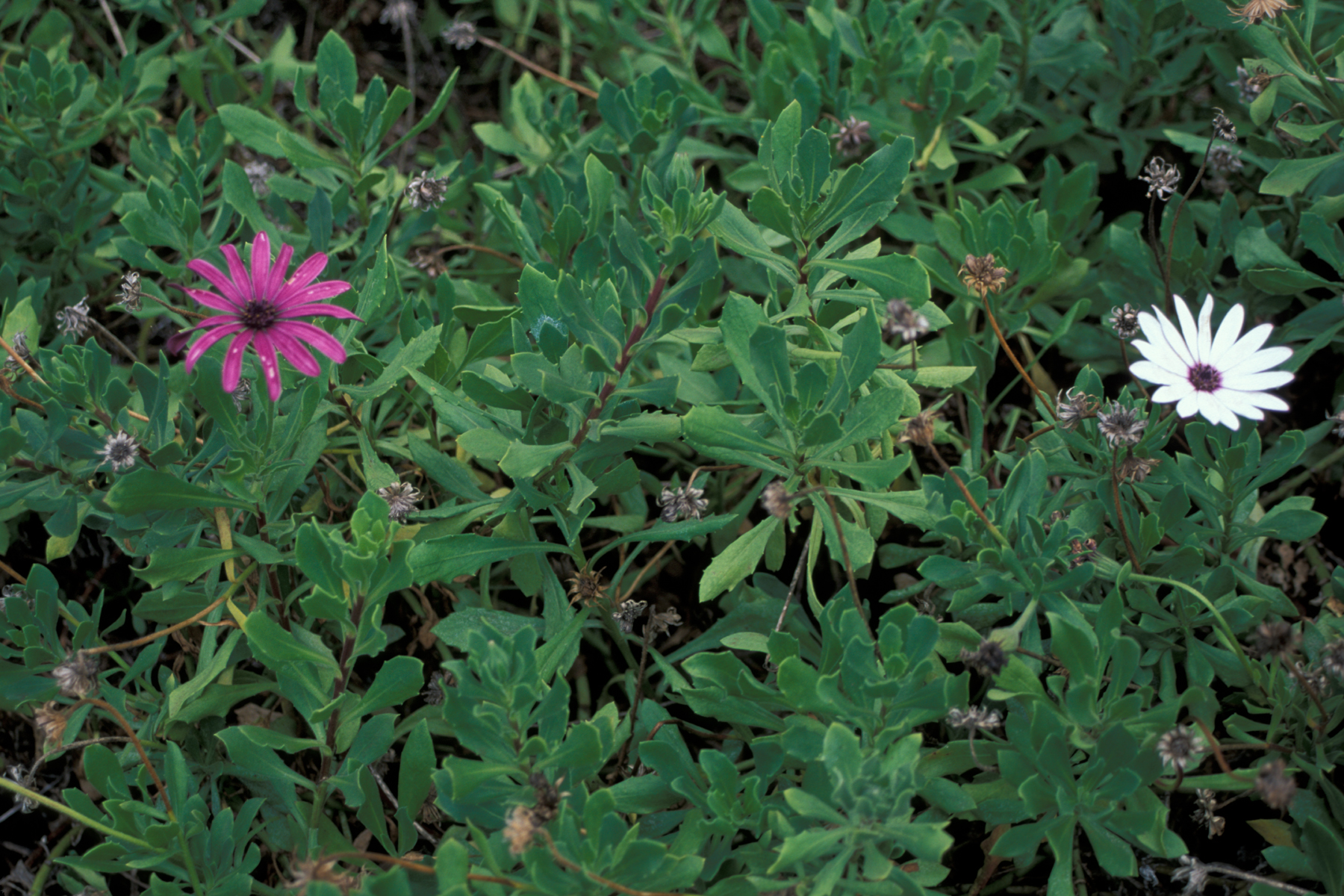
Habitus, Laubblätter und Blütenkörbe von Osteospermum fruticosum

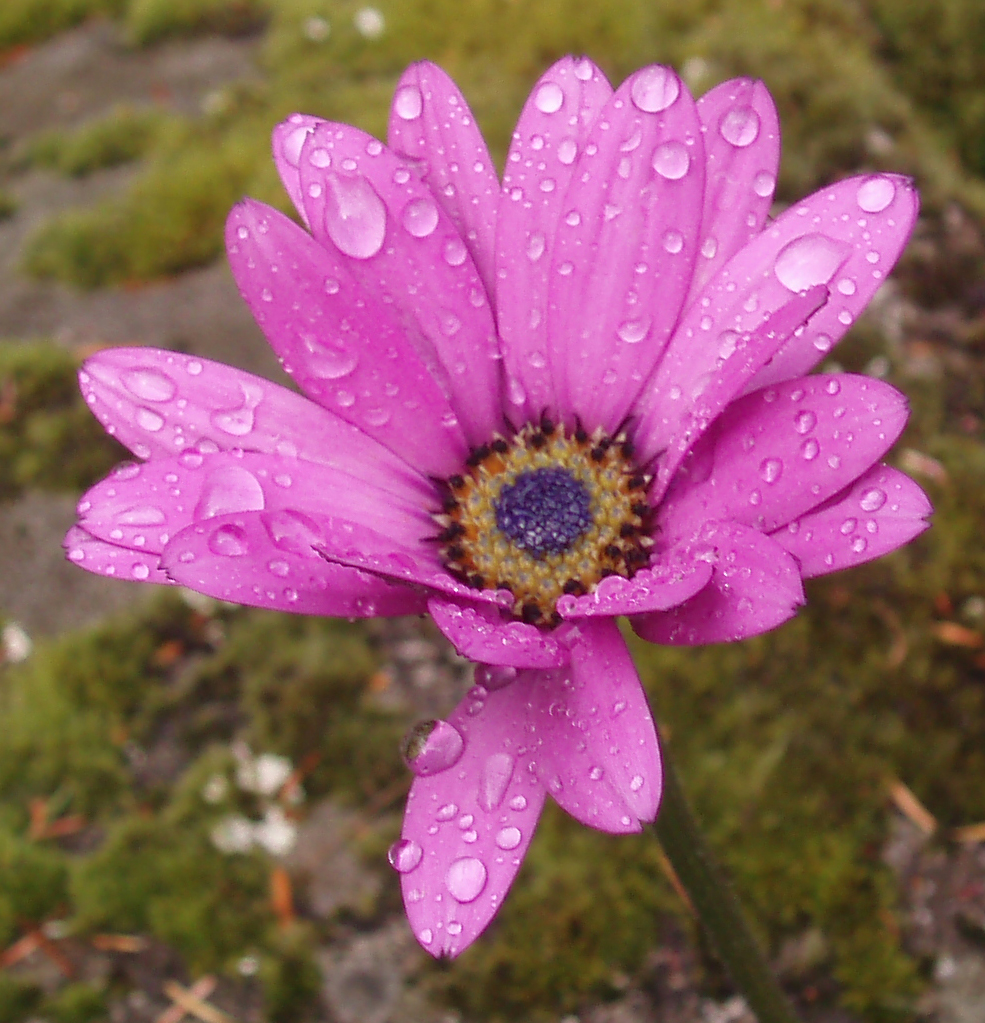
Blütenkorb von Osteospermum jucundum

Die Gattung Osteospermum wurde durch Carl von Linné aufgestellt. Der Gattungsname Osteospermum leitet sich von den griech./lat. Wörtern osteon für Knochen und spermum für Same ab. Die Gattung Osteospermum ist nahe verwandt mit Chrysanthemoides, wie z. B. Chrysanthemoides incana und Chrysanthemoides monilifera und sie gehören zur Tribus der Calenduleae in der Unterfamilie Asteroideae innerhalb der Familie Asteraceae.
Von den etwa 45 Osteospermum-Arten kommen etwa 35 aus Südafrika und von der Arabischen Halbinsel, weitere Arten finden sich im tropischen Afrika, auf St. Helena und in Somalia.
Die Gattung Osteospermum umfasst etwa 45 Arten:
- Osteospermum acanthospermum (DC.) Norl.: Südafrika.[5]
- Osteospermum aciphyllum DC.: Südafrika.[5]
- Osteospermum armatum Norl.: Namibia und Südafrika.[5]
- Osteospermum asperulum (DC.) Norl.: Sie kommt im Westkap vor.[3]
- Osteospermum attenuatum Hilliard & B.L.Burtt: Northern Provinces von Südafrika.[5]
- Osteospermum australe B.Nord.: Westliche Kapprovinz.[5]
- Osteospermum bidens Thunb.: Kapprovinz.[5]
- Osteospermum bolusii (Compton) Norl.: Kapprovinz.[5]
- Osteospermum burttianum B.Nord.: Westliche Kapprovinz.[5]
- Osteospermum ciliatum P.J.Bergius: Kapprovinz.[5]
- Osteospermum corymbosum L.: Sie kommt im Westkap vor.[3]
- Osteospermum ecklonis (DC.) Norl. (Syn.: Dimorphotheca ecklonis DC.): Sie kommt in der Kapprovinz vor.[5]
- Osteospermum elsieae Norl.: Kapprovinz.[5]
- Osteospermum fruticosum (L.) Norl. (Syn.: Dimorphotheca fruticosa (L.) DC.):  Sie kommt von der Kapprovinz bis KwaZulu-Natal vor.[5]
- Osteospermum glabrum N.E.Br. (Syn.: Gibbaria glabra (N.E.Br.) B.Nord. & Källersjö): Kapprovinz.[5]
- Osteospermum grandidentatum DC.: Kapprovinz bis Eswatini.[5]
- Osteospermum grandiflorum DC.: Kapprovinz.[5]
- Osteospermum hafstroemii Norl.: Sie kommt im Westkap vor.[3]
- Osteospermum herbaceum L. f.: Kapprovinz bis KwaZulu-Natal.[5]
- Osteospermum hirsutum Thunb.: Sie kam früher in der südwestlichen Kapprovinz vor und ist heute ausgestorben.[5]
- Osteospermum hispidum Harv.: Sie kommt im Westkap vor.[3]
- Osteospermum imbricatum L.: Sie kommt in Mosambik, in KwaZulu-Natal und in Südafrika vor.[3]
- Osteospermum jucundum (E.Phillips) Norl. (Syn.: Dimorphotheca jucunda E.Phillips): Sie kommt im südlichen Afrika vor.[5]
- Osteospermum junceum P.J.Bergius: Sie kommt in Südafrika vor.[3]
- Osteospermum karooicum (Bolus) Norl.: Sie kommt von Namibia bis zur Kapprovinz vor.[5]
- Osteospermum lanceolatum DC.: Sie kommt in KwaZulu-Natal vor.[5]
- Osteospermum leptolobum (Harv.) Norl.: Sie ist in Südafrika weitverbreitet.[3]
- Osteospermum microcarpum (Harv.) Norl.: Sie kommt vom südlichen Namibia bis zur Kapprovinz vor.[5]
- Osteospermum microphyllum DC.: Sie kommt in der Kapprovinz und in Botswana vor.[5]
- Osteospermum montanum Klatt: Sie kommt in Namibia vor.[5]
- Osteospermum muricatum E.Mey. ex DC.: Sie kommt in Somalia, Angola, Sambia, Simbabwe, Botswana, Lesotho, Namibia, Südafrika, im Jemen und in Saudi-Arabien vor.[3]
- Osteospermum pinnatum (Thunb.) Norl.: Sie kommt von Namibia bis zur Kapprovinz vor.[5]
- Osteospermum polygaloides L.: Kapprovinz.[5]
- Osteospermum potbergense A.R.Wood & B.Nord.: Westliche Kapprovinz.[5]
- Osteospermum pterigoideum Klatt: Kapprovinz.[5]
- Osteospermum pyrifolium Norl.: Kapprovinz.[5]
- Osteospermum rigidum Aiton: Kapprovinz.[5]
- Osteospermum rotundifolium (DC.) Norl.: Kapprovinz.[5]
- Osteospermum scariosum DC.: Sie ist in Botswana, Namibia und Südafrika weitverbreitet.[3]
- Osteospermum sinuatum (DC.) Norl.: Sie kommt in Namibia und in Südafrika vor.[3]
- Osteospermum spinescens Thunb.: Sie kommt in Namibia und in Südafrika vor.[3]
- Osteospermum spinosum L.: Sie kommt im Westkap vor.[3]
- Osteospermum striatum Burtt Davy: Sie kommt in Südafrika in den Northern Provinces vor.[5]
- Osteospermum subulatum DC.: Kapprovinz.[5]
- Osteospermum thodei Markötter: Sie kommt in Lesotho, KwaZulu-Natal und im Free State vor.[3]
- Osteospermum triquetrum L. f.: Kapprovinz.[5]

Nicht mehr zu Osteospermum gehören beispielsweise:
- Dimorphotheca barberae Harv. (Syn. Osteospermum barberae (Harv.) Norl.)
- Dimorphotheca caulescens Harv. (Syn. Osteospermum caulescens Harv.): Sie kommt in Südafrika, Eswatini und Lesotho vor.[3]
- Inuloides tomentosa (L.f.) B.Nord. (Syn. Osteospermum tomentosum (L.f.) Norl.)
- Monoculus hyoseroides (DC.) B.Nord. (Syn. Osteospermum hyoseroides (DC.) Norl.)
- Monoculus monstrosus (Burm.f.) B.Nord. (Syn. Osteospermum clandestinum (Less.) Norl.)
- Norlindhia amplectens (Harv.) B.Nord. (Syn. Osteospermum amplectens (Harv.) Norl.)
- Oligocarpus calendulaceus (L. f.) Less. (Syn. Osteospermum calendulaceum L. f.): Sie ist in Südafrika und KwaZulu-Natal weitverbreitet.[3]
- Tripteris dentata (Burm. f.) Harv. (Syn. Osteospermum dentatum Burm.f.)
- Tripteris monocephala Oliv. & Hiern. (Syn. Osteospermum monocephalum (Oliv. & Hiern) Norl.)
- Tripteris oppositifolia (Aiton) B.Nord. (Syn. Osteospermum oppositifolium (Aiton) Norl.)

## Verwendung

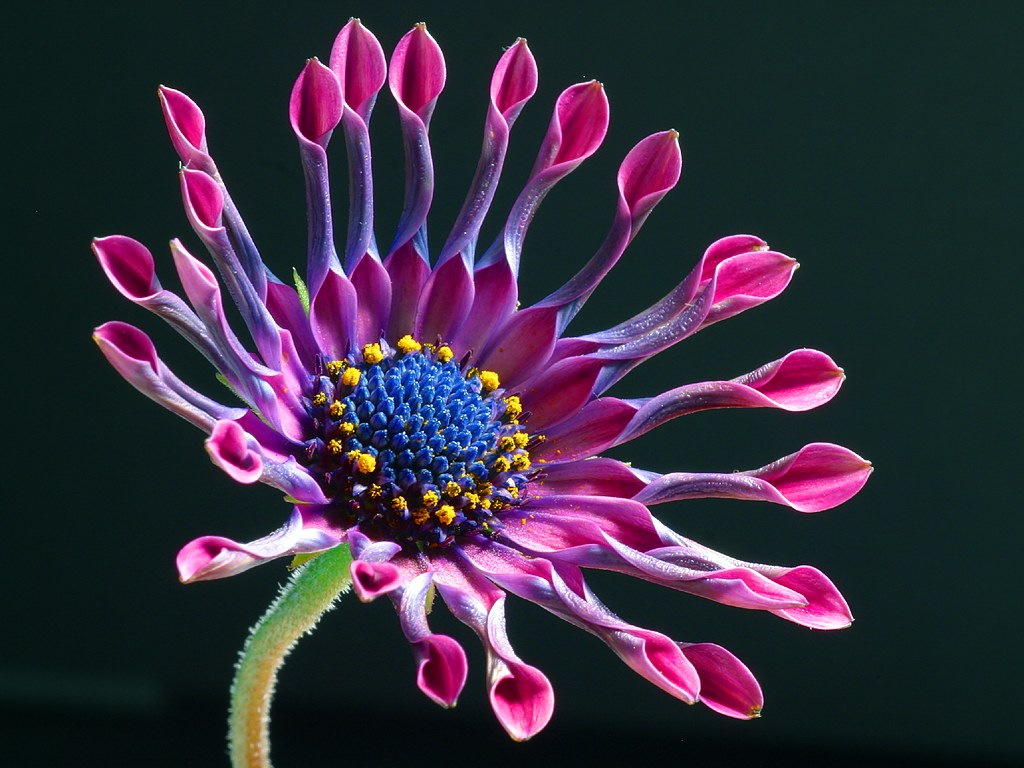
Osteospermum fruticosum 'Pink Whirls'

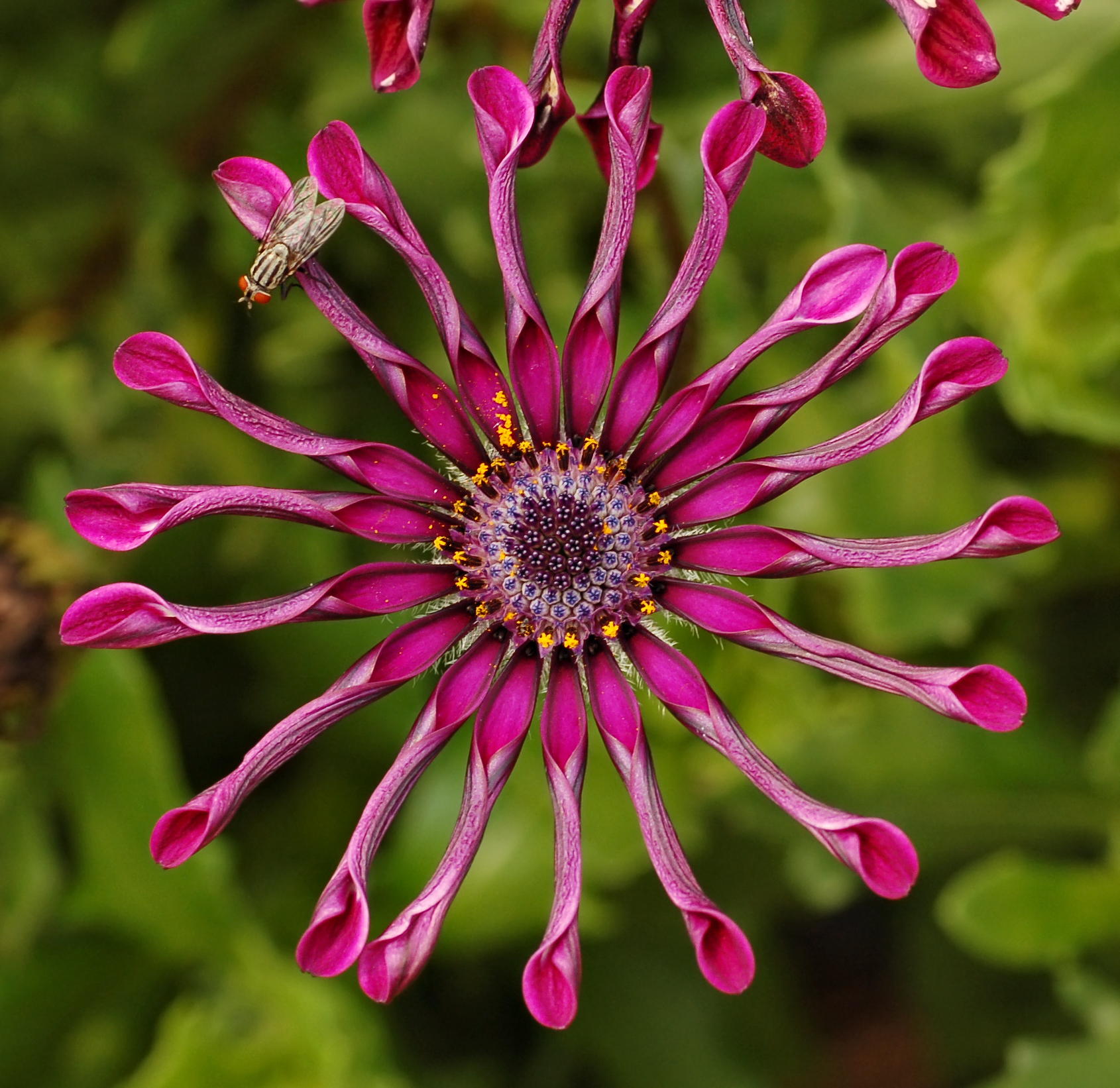
Osteospermum 'Sonja' aus der Serie ®'Sunny'

Als Zierpflanze finden vor allem die zahlreichen Hybridsorten meist unklarer Herkunft Verwendung, aber auch einige Arten (z. B. Bornholmmargerite (Osteospermum ecklonis), Osteospermum jucundum und Osteospermum fruticosum. Die Pflanzen werden intensiv züchterisch bearbeitet und finden in Mitteleuropa als Balkon- und Beetpflanze vermehrten Zuspruch, zwischen 1997 und 2003 konnte man eine Verzehnfachung der Verkaufszahlen beobachten. Da sie regelrechte Winterbedingungen in Mitteleuropa (unterhalb −5 °C) nicht überstehen, sind sie nur bedingt winterhart. Die Zungenblüten sind bei manchen Sorten wie Osteospermum fruticosum 'Pink Whirls' längs zusammengeschnürt und bleiben nur an der Spitze offen.
Kapkörbchen nehmen sich regelrechte Blühpausen im Juni, in denen sie in Unkenntnis oft als verblüht angesehen werden. Erst nach ein bis zwei Wochen beginnt eine erneute Blütephase, die bis in den Herbst hinein andauert. Seit ungefähr 2002 sind vermehrt Züchtungen im Handel erhältlich, die die Blühauszeit zu vermeiden versuchen.
Es gibt zahlreiche Sorten (Auswahl):
- 'Sparkler': Die Blütenköpfe sind weiß mit blauer Mitte. Die Sorte ist kompakt und erreicht Wuchshöhen von 35 bis 50 Zentimetern.
- 'Candy Pink' und 'Spoon Star': Die Strahlen sind löffelig und im unteren Teil eingerollt.
- 'Whirligig': Die Strahlen sind löffelig, oberseits weiß und unterseits schieferblau. Die Scheibe ist schieferblau. Die Köpfe haben einen Durchmesser von 5 bis 8 Zentimetern.
- 'Buttermilk': Die Strahlen sind gelb mit weißem Grund.
- 'Moonlight': Strahlen und Scheibe sind gelb.
- 'Nairobi Purple': Die Strahlen sind purpurn und unterseits weiß. Die Scheibe ist dunkelblau.